# Gipswandbauplatte
Gipswandbauplatten, auch Gipsdielen genannt, sind Bauelemente aus massivem Stuckgips zum Herstellen von nichttragenden inneren Trennwänden, Schachtwänden, Vorsatzschalen oder Stützenummantelungen im Innenbereich.
Die Wände werden ohne Unterkonstruktion allein mit Gipskleber errichtet. Wegen dieses grundsätzlichen Unterschieds dürfen Gipswandbauplatten nicht mit den dünneren Gipskartonplatten (GKB) verwechselt werden, wie sie als Beplankung von Ständerwänden zum Einsatz kommen.

## Format und Beschaffenheit
Im Flächenformat sind sie:
- Länge 666 mm,
- Höhe 500 mm.

Drei Platten ergeben somit jeweils 1 m².
Gips-Wandbauplatten werden nach EN 12859 hergestellt. Sie unterscheiden sich in Dicke, Rohdichte und Art. Die Dicken betragen 60 mm, 80 mm oder 100 mm. Baupraktisch haben vor allem zwei Rohdichten Bedeutung:
- Mittlere Rohdichte von ca. 800 kg/m³ bis < 1.100 kg/m³ (naturweiße Platten für alle Standardanwendungen)
- Hohe Rohdichte von > 1.100 kg/m³ bis ≤ 1.500 kg/m³ (rötlich eingefärbte Platten für den Einsatz bei höheren Schallschutzanforderungen)

Diese sind im Flächenformat:
- Länge 500 mm,
- Höhe 500 mm.

Vier Platten ergeben somit jeweils 1 m².
Für häusliche Küchen und Bäder stehen außerdem wasserabweisende (hydrophobierte) Platten in mittlerer und hoher Rohdichte zur Verfügung. Diese sind blaugrün eingefärbt.
Alle Platten sind umlaufend mit Nut und Feder versehen.

## Eigenschaften
Gips-Wandbauplatten kombinieren die Vorteile von klassischem Mauerwerk mit denen des modernen Trockenbaus und zur Errichtung werden ebenfalls nur geringe Mengen Wasser verwendet. Wie bei Mauerwerk entstehen massive hohlraumfreie Trennwände hoher Stabilität. Zur Unterscheidung vom herkömmlichen Trockenbau mit Ständerwänden und Gipskarton- oder Gipsfaserplatten wird von massivem Trockenbau gesprochen.
Mit Flächengewichten von etwa 54 kg/m² bis 120 kg/m² gehören nichttragende innere Trennwände aus Gips-Wandbauplatten zu den leichten Trennwänden. Sofern bei der statischen Bemessung der sogenannte Trennwandzuschlag nach DIN 1055-3 berücksichtigt wurde, lassen sich die Wände an jeder beliebigen Stelle auf der Decke errichten – in der Regel auch auf schwimmendem Estrich. Dadurch ist die Grundrissgestaltung sehr flexibel: Wände können nachträglich hinzugefügt, entfernt oder versetzt werden.
Die Trennwände besitzen eine Stärke von 60, 80 oder 100 mm und wirken durch ihren massiven Aufbau robust und stabil. Selbst schwere Konsollasten lassen sich mit handelsüblichen Dübeln überall auf der Wand befestigen.
Gips ist wegen des eingelagerten Kristallwassers ein guter Brandschutzbaustoff. Gips-Wandbauplatten bieten bei 60 mm Dicke 30 Minuten Feuerwiderstand (F30-A). Bei 80 mm sind es 120 Minuten (F120-A) und bei 100 mm Dicke drei Stunden (F180-A).
Die Trennwände werden mit allseitig umlaufenden Rand-Dämmstreifen elastisch an angrenzende Wände, Decken und Böden angeschlossen. Dadurch sind die Wände akustisch entkoppelt, die Übertragung von Körperschall ist deutlich vermindert. Der elastische Anschluss trägt wesentlich zum guten Schallschutz von leichten Trennwänden aus Gips-Wandbauplatten bei.
Wie bei allen Gipsbaustoffen sind die Oberflächen der Wandbauplatten stets warm und trocken. Das Material kann Feuchtigkeit aus der Raumluft aufnehmen und wieder abgeben, ohne dabei selbst feucht zu werden. Gips trägt dadurch zu einem schwankungsarmen und behaglichen Wohnklima in Innenräumen bei.

## Verarbeitung
Die Position der Wand wird auf dem Fußboden per Schlagschnur markiert und den Riss an den Wänden hochgelotet. Danach ist der elastische Randstreifen zur Schallentkopplung, z. B. aus Schallentkopplungsstreifen auf Bitumenbasis, PE-Schwerschaum oder Mineralwolle, zu fixieren. Bei ausreichend glatten Untergründen vereinfacht eine selbstklebende Ausführung von PE-Schwerschaumrandstreifen die Verarbeitung. Anderenfalls ist das Verlegen eines vlieskaschierten Randstreifens in einem Bett aus Gipskleber zu bevorzugen, weil mit dem Gips kleinere Unebenheiten ausgeglichen werden können.
Nach dem Trocknen des Gipsbetts beginnt der eigentliche Wandaufbau: Randstreifen und Platte an den Stirnseiten satt mit Gipskleber bestreichen und die Platte kraftschlüssig gegen den Boden und die angrenzende Wand setzen. Beim Setzen der nächsten Platte sichert das umlaufende Profil aus Nut und Feder die passgenaue Verbindung untereinander. Durch leichte Schläge mit dem Gummihammer können die Platten ausgerichtet und dicht gestoßen werden. Der an den Fugen ausquellende Gipskleber ist jeweils abzustreifen.
Die zweite Reihe beginnt mit einer halben Platte oder einem Plattenstück, damit keine Kreuzfugen entstehen; jedoch haben sich Kreuzfugen in der Praxis nicht als beeinträchtigend erwiesen. Alle Passstücke und Zuschnitte können mit normalen Sägen, z. B. einem Fuchsschwanz, selbst hergestellt werden. Nach dem Zuschneiden Sägestaub gründlich entfernen.
Die letzte Reihe sollte 3 bis 4 cm unter der Decke enden. Am Deckenanschluss erleichtern Schrägschnitte an der Oberkante der letzten Plattenreihe das vollständige Füllen der Anschlussfuge. Aber auch waagerechte Schnitte stellen keine Beeinträchtigung dar, sofern die Fugen staubfrei und vollständig mit einem dafür vorgesehenen haftstarken und aufbrennsicheren Füll- und Zargengips gefüllt sind.
Schlitze für die Elektroinstallation werden mit Fräsen oder einem Rillenzieher hergestellt, Aussparungen für Schalter oder Steckdosen mit dem Dosensenker – selbige dürfen in Wänden aus Gips-Wandbauplatten nicht ausgestemmt werden. Öffnungen für Türen können beim Errichten der Wand ausgespart oder später an beliebiger Stelle herausgesägt werden.
Trennwände aus Gips-Wandbauplatten benötigen keinen Putz, sie werden lediglich im Fugen- und Anschlussbereich oder ganzflächig verspachtelt, wahlweise mit dem Gipskleber selbst oder einem Flächenspachtel. Die elastischen Randdämmstreifen sollten breiter als die Wandstärke sein. Ihr Überstand ist nach dem Verspachteln flächenbündig abzuschneiden. Versehentliche Überspachtelungen der Streifen sind zu beseitigen, z. B. mit einem Trennschnitt. Die Oberflächen können dann tapeziert oder angestrichen werden.
Gips-Wandbauplatten lassen sich auch verfliesen. In diesem Fall darf die Oberfläche nicht verspachtelt werden, es werden nur die aus den Fugen austretenden Kleberreste sauber abgestoßen. Vor dem Aufbringen von Fliesen, Tapeten oder Anstrichen ist abhängig von den Angaben der jeweiligen Hersteller gegebenenfalls eine Grundierung erforderlich.

## Anmerkung
In Deutschland sind bei der Verarbeitung von Gips-Wandbauplatten folgende Normen zu beachten:
- DIN EN 12859 Gips-Wandbauplatten – Begriffe, Anforderungen und Prüfverfahren; Deutsche Fassung 2008-06

- DIN EN 12860 Gipskleber für Gips-Wandbauplatten - Begriffe, Anforderungen, Prüfverfahren; Deutsche Fassung 2001 + AC:2002

- DIN 4103-2 Nichttragende innere Trennwände; Trennwände aus Gips-Wandbauplatten; 1985-12

- Die frühere nationale Norm DIN 18163 Gips-Wandbauplatten wurde im Zuge der Einführung der europäischen Norm zurückgezogen. Die europäische EN 15318 ist in Deutschland noch nicht als geltende Norm bauaufsichtlich eingeführt.

## Ähnliche Baustoffe
- Porenbeton
- Kalksandstein